# Abel (Wasiliew)
Abel, imię świeckie: Wasilij Wasiliew, ros. Монах Авель, świeckie Василий Васильев (ur. przed 24 lutego?/7 marca 1757 w Akułowie, zm. 17 listopada?/29 listopada 1831 w Suzdalu) – rosyjski mnich prawosławny, autor autobiografii oraz proroctw opisujących przyszłość Rosji.
Według własnej autobiografii zatytułowanej Житие и страдания отца и монаха Авеля urodził się w rodzinie chłopskiej. W 1774 ożenił się „wbrew swojej woli” i dwa lata później porzucił rodzinę, by zacząć wędrówkę po kraju. W 1783 wstąpił do Monasteru Wałaam, gdzie, jak sam twierdził, zorientował się, iż posiada dar przepowiadania przyszłości. Opuścił Wałaam i przeniósł się do monasteru Nikoło-Babajewskiego. W 1796 przepowiedział śmierć cesarzowej Katarzyny II, co stało się przyczyną jego uwięzienia w twierdzy Pietropawłowskiej. Uwolniony po rozmowie z następcą Katarzyny Pawłem I, został aresztowany ponownie, gdy przewidział również czas i dokładne okoliczności jego śmierci. Zwolniony przez Aleksandra I, przewidział wojnę francusko-rosyjską i całkowite zniszczenie Moskwy przez pożar, przez co został na krótko zamknięty w Monasterze Sołowieckim. Do 1823 wędrował po różnych klasztorach, osiedlając się ostatecznie w Monasterze Wysockim w Sierpuchowie. Żyjąc w nim, przewidział śmierć Aleksandra I, wstąpienie na tron Mikołaja I oraz powstanie dekabrystów. Bojąc się, iż jego przepowiednie ponownie staną się przyczyną pozbawienia go wolności, opuścił Monaster Wysocki, lecz został ujęty w guberni tulskiej i osadzony w monasterze Spaso-Jewfimiejewskim w Suzdalu, gdzie przebywał do końca życia.